# Una meravigliosa domenica
Una meravigliosa domenica (素晴らしき日曜日?, Subarashiki nichiyobi) è un film del 1947 scritto e diretto da Akira Kurosawa.
La pellicola descrive la giornata di due giovani fidanzati squattrinati a Tokyo.
Con alcuni richiami al neorealismo italiano, è ancora oggi un importante documento che testimonia la situazione postbellica in Giappone.

## Trama
La giornata dei due fidanzati, Yuzo e Masako, inizia alla stazione ferroviaria, luogo del loro appuntamento; contando i loro miseri risparmi (35 yen) cercano di farsi coraggio: dopotutto è domenica dice la ragazza. Visitano una casa in vendita, con Masako che si mette a fantasticare, e poi vanno ad informarsi sull'affitto di una orribile stanza: anche quella è al di là delle loro possibilità; sono due lavoratori, ma con degli stipendi miseri, in un primo dopoguerra dove prosperano solo i disonesti che si danno al mercato nero.
Dopo che Yuzo, per stemperare la tensione, gioca a baseball con dei bambini (causando tra l'altro un incidente con un pasticcere che gli costerà parte delle loro finanze), decidono di chiedere aiuto ad un ex commilitone di Yuzo che ha fatto fortuna e gestisce un locale di cabaret. Là, dopo essere stato squadrati sdegnosamente, Yuzo viene allontanato dai facoltosi clienti e fatto attendere in uno squallido posto sotterraneo, dove incontra un uomo male in arnese, che si nutre degli avanzi del ristorante. Yuzo capisce di essere stato anch'egli scambiato per un barbone, e se ne va rifiutando la busta con l'elemosina del locale, che il suo nuovo "compagno d'armi" tenta invano di consegnargli, inseguendolo.
Dopo che i fidanzati hanno fatto pena a due fotografi di strada che gli regalano uno scatto, offrono l'ultimo dei dolcetti comprati ad un bimbo orfano, che si dimostra molto più cinico di loro (cosa che li sconvolge). Allontanano i cupi pensieri recandosi allo zoo, ma continuano comunque a paragonare gli animali con umani, pensando alla propria condizione.
Inizia poi a piovere, e Yuzo invita Masako nella stanza che condivide con un amico, che sarà fuori fino a tardi. Masako non si sente ancora pronta all'intimità, e convince il fidanzato ad andare all'auditorium, come facevano prima della guerra, per ascoltare l'Incompiuta di Schubert, ma i biglietti popolari sono stati acquistati tutti dai bagarini che li rivendono ad un prezzo maggiorato troppo alto per i due giovani. Quando Yuzo cerca di protestare, sferrando un pugno ad uno dei bagarini, viene messo a tacere dal gruppo di malviventi con le maniere forti, senza che nessuno intervenga ad aiutarlo.
I due si recano nella stanza del giovane e litigano, anche perché lui è depresso dalla sua vita misera, e preso dalla frustrazione vorrebbe finalmente avere un rapporto, ma in un modo non certo romantico, cosa che spaventa inizialmente Masako; infine lei accetta di cedere alle voglie di lui, ma Yuzo si rende conto di come si sta comportando male con l'unica persona che gli sia rimasta, e decide di rinunciare e uscire a prendere il tè, dato che nel frattempo è uscito il sole. Purtroppo anche qui hanno una disavventura perché i prezzi sul menù erano segnati in maniera truffaldina, e Yuzo deve lasciare in pegno il suo impermeabile al proprietario per pagare il conto.
I fidanzati, dopo essere tornati a sognare di un loro bar pasticceria, il Giacinto, dove serviranno tè e dolci alle masse a prezzi popolari, finiscono proprio all'auditorium, ormai vuoto, e Yuzo (che nonostante le avversità della giornata ha riacquistato la speranza nel futuro che per tutto il film la sua fidanzata ha provato a veicolargli) si mette a dirigere un'immaginaria orchestra. Masako si rivolge, rompendo la quarta parete, al pubblico in sala, chiedendogli di applaudire Yuzo, di prenderli ad esempio di tutti i giovani poveri che ci sono nel mondo dopo la guerra, privi di risorse ma pieni di speranze. Grazie agli applausi (che in Giappone, al contrario che in Europa, non ci furono, il pubblico nipponico era infatti troppo ingessato) la musica dell'Incompiuta di Schubert inizia veramente! I due si abbracciano.
La domenica è finita, Yuzo accompagna Masako alla stazione e i due si danno appuntamento per la domenica successiva. Yuzo vede un mozzicone di sigaretta ai suoi piedi, ma contrariamente all'inizio del film, non si china a raccoglierlo.